# Colobanthus subulatus
Colobanthus subulatus är en nejlikväxtart som först beskrevs av D'urv., och fick sitt nu gällande namn av Hooker f.. Colobanthus subulatus ingår i släktet Colobanthus, och familjen nejlikväxter. Inga underarter finns listade i Catalogue of Life.